# Wilhelm Diehl

Wilhelm Diehl (Gedenktafel im Oberstufengebäude der Prälat-Diehl-Schule Groß-Gerau)

Georg Wilhelm Diehl (* 10. Januar 1871 in Groß-Gerau; † 12. September 1944 in Darmstadt) war ein deutscher evangelischer Theologe, Kirchenhistoriker und Landtagsabgeordneter.

## Leben
Diehl, Sohn eines Gutsverwalters im südhessischen Groß-Gerau, besuchte in seiner Heimatstadt die Höhere Bürgerschule (die heutige Prälat-Diehl-Schule) sowie das Ludwig-Georgs-Gymnasium in Darmstadt und studierte anschließend in Tübingen und Gießen evangelische Theologie. Er promovierte zum Lizenziaten der Theologie (Lic. theol.) und zum Doktor der Philosophie (Dr. phil.). Seit 1895 wirkte er als Pfarrassistent in Darmstadt, seit 1898 als Oberreallehrer. 1899 wurde Diehl Pfarrer von Hirschhorn am Neckar, anschließend in Darmstadt. 1913 erfolgte die Berufung als Professor an das Ausbildungsseminar in Friedberg in Hessen; dort blieb er für zehn Jahre. Parallel dazu war er seit 1920 Präsident der Landeskirchentage Hessen.
Seit 1919 war Diehl politisch aktiv. Er gehörte von 1919 bis 1927 als Abgeordneter der Deutschnationalen Volkspartei dem Landtag des Volksstaates Hessen an.
1923 erfolgte die Wahl zum Präsidenten der Evangelischen Landeskirche in Hessen als Nachfolger von Ferdinand Euler. Seine Amtsbezeichnung lautete nun Prälat. In dieser Funktion stand Diehl seiner Kirche zehn Jahre vor. Sein politisches Engagement sowie seine Ablehnung der Deutschen Christen führten bald nach der nationalsozialistischen Machtübernahme – an der Verabschiedung des Gesetzes über die Verfassung der Deutschen Evangelischen Kirche am 11. Juli 1933, das den Weg zur Einführung eines Reichsbischofsamtes ebnete, war er noch beteiligt – zu seiner Suspendierung. Damit war der Weg zu einer politisch aufgenötigten Vereinigung der Evangelischen Landeskirche in Hessen, der Evangelischen Landeskirche in Nassau und der Evangelischen Landeskirche Frankfurt am Main zur Evangelischen Landeskirche Nassau-Hessen, der dann ein deutschchristlicher Bischof vorstand, frei. Zudem war er 1932 zum außerordentlichen Professor für Kirchengeschichte an der Universität Gießen berufen worden.
Diehl kam bei einem Luftangriff der Alliierten auf Darmstadt in der Nacht vom 11. auf den 12. September 1944 in Darmstadt ums Leben. Wilhelm Diehl wurde auf dem Alten Friedhof in Darmstadt bestattet (Grabstelle: III J 69). Sein Grab ist ein Ehrengrab.

## Theologie
Diehl war den kulturprotestantischen Traditionen der liberalen Theologie seiner Gießener Fakultät in gemäßigter Weise verbunden. Es drückte sich aus in dem Respekt vor historisch begründeten Traditionen sowie in seinen Schwerpunktsetzungen. So legte er Wert auf die Bewahrung der Volkskirche – etwa gegenüber dem Konzept Bekenntnisgemeinschaften –, die Stärkung der Kirchengemeinden – gegenüber einer Betonung der Gesamtkirche – sowie die Förderung persönlicher Frömmigkeit.
Leitbilder für seine Arbeit waren der hessische Landgraf Philipp und die Reformation in Hessen. Philipps Wirken sah er sowohl als Basis für seine staatskirchlichen Vorstellungen an als auch für seinen Versuch, die verschiedenen evangelischen Konfessionen zu einen, damit sie friedlich miteinander auskämen; so reifte auch sein Traum, eine großhessische Kirche entstehen zu lassen. Das Zwinglisch-Reformierte sah er bei Philipp in dem engen Miteinander von Staat und Kirche, das Calvinisch-Reformierte in der besonderen Hochschätzung der gemeindlichen Ebene innerhalb des Ganzen der Kirche. Hans von der Au, ein Schüler Diehls, wies später jedoch nach, dass in Hessen zur Zeit der Reformation die obrigkeitliche Orientierung stärker gewesen war, als es Calvins Genfer Kirchenordnung entsprach.

## Familie, Schulbildung und lokaler Bezug
Georg Wilhelm Diehl wuchs am Kornsand, einer ehemals selbständigen Gemarkung bei Geinsheim am Rhein, auf. Sein Vater Johann Balthasar Diehl war zunächst Bauaufseher in Groß-Gerau und später Bauer und nebenberuflicher Lederhändler. Wilhelm Diehls Mutter hieß Margaretha Elisabetha Diehl (geborene Knoche). Wilhelm Diehl wurde von dem damaligen Leiter der Höheren Bürgerschule Groß-Gerau, die heute Prälat-Diehl-Schule heißt, erheblich gefördert. Er durfte in seiner Schulzeit von 1877 bis 1885 Latein und Griechisch lernen und begeisterte sich schon bald für Archäologie und Geschichte. Von 1885 bis 1890 besuchte Diehl das Ludwig-Georgs-Gymnasium in Darmstadt und studierte anschließend in Tübingen und Gießen Theologie.
In Darmstadt trägt die Prälat-Diehl-Straße seinen Namen, als auch die Georg-Diehl-Straße in Nauheim und der Prälat-Diehl Schule in Groß Gerau.

## Werke
In den „Hessischen Pfarrer- und Schulmeisterbüchern“ sind die genauen Personalien aller in Hessen-Darmstadt und den ehemals hessischen Orten tätig gewesenen Geistlichen und Lehrer verzeichnet, ebenso die Baugeschichte und die Rechtsverhältnisse der Kirchen und Pfarrhäuser. Hervorzuheben sind auch die von ihm herausgegebenen „Hessischen Volksbücher“ und seine fast 30 Jahrgänge umfassende „Hessische Chronik“. In zahlreichen Aufsätzen und Vorträgen vermittelte er sein reiches Wissen auf familienkundlichem Gebiet.

### Autorenschaft
- Zur Geschichte der Konfirmation; 1897
- Zur Geschichte des Gottesdienstes und der gottesdienstlichen Handlungen; 1899
- Schulordnungen des Großherzogtums Hessen, 3 Bände; 1903–05
- Stipendiatenbuch der Universität Marburg für die Zeit von 1564 bis 1624; 1908
- Der gefangene Pfarrer. Eine geschichtliche Erzählung aus der Zeit des 30-jährigen Krieges; 1910 (3. Aufl. 1926)
- Alt-Darmstadt. Kulturgeschichtliche Bilder aus Darmstadts Vergangenheit in gesammelten Aufsätzen; 1913
- Hessen-Darmstädtisches Pfarrer- und Schulmeisterbuch; Hassia sacra Bd. 1; 1921
- Kirchenbehörden und Kirchendiener in der Landgrafschaft Hessen-Darmstadt von der Reformation bis zum Anfang des 19. Jahrhunderts; Hassia sacra Bd. 2; 1925 (SLUB)
- Evangelische Bewegung und Reformation im Gebiet der heutigen hessen-darmstädtischen Lande; 1926
- Pfarrer- und Schulmeisterbuch für die Provinzen Rheinhessen und die kurpfälzischen Pfarreien der Provinz Starkenburg; Hassia sacra Bd. 3; 1928 (Dilibri)
- Die Siegel und Wappen der Gemeinden des Kreises Groß Gerau; 1929
- Pfarrer- und Schulmeisterbuch für die hessen-darmstädtischen Souveränitätslande; Hassia sacra Bd. 4; 1930
- Baubuch für die evangelischen Pfarreien der Landgrafschaft Hessen-Darmstadt; Hassia sacra Bd. 5; 1931
- Baubuch für die evangelischen Pfarreien der Provinz Rheinhessen und der kurpfälzischen Pfarreien der Provinz Starkenburg; Hassia sacra Bd. 6; 1932
- Pfarrer- und Schulmeisterbuch der acquirierten Lande und der verlorenen Gebiete Darmstadts; Hassia sacra Bd. 7; 1933
- Baubuch für die evangelischen Pfarreien der Souveränitätslande und der acquirierten Gebiete Darmstadts; Hassia sacra Bd. 8; 1935
- Aus der Vorzeit. Gesammelte Aufsätze; Hessische Volksbücher 89–91; 1935
- Hessisches Lehrerbuch; Hassia sacra Bde. 9–11; 1939–42
- Hessisches Lehrerbuch, 4. Teil: Souveränitätslande und acquirierte Gebiete. Nach Vorarbeiten von Wilhelm Diehl bearbeitet von Otfried Praetorius; Hassia sacra Bd. 12; 1951

### Herausgeberschaft bzw. Mitherausgeberschaft
- Beiträge zur hessischen Kirchengeschichte
- Beiträge zur hessischen Schul- und Universitätsgeschichte
- Hessische Volksbücher; 1908–38
- Hessische Chronik. Monatsschrift für Familien und Ortsgeschichte in Hessen und Hessen-Nassau; 29 Jahrgänge; 1912–42.
- Studien und Quellen zur Hessischen Schul- und Universitätsgeschichte
- Die Vereinigung der beiden protestantischen Konfessionen in Rheinhessen; 1922